# Zaandam
Zaandam – miasto w północno-zachodniej Holandii, w prowincji Holandia Północna, w gminie Zaanstad. 

## Współpraca
Miejscowość partnerska:
- Anderlecht, Belgia